# Simon-Victor Tonyé Bakot
Simon-Victor Tonyé Bakot (Eséka, 24 de março de 1947), padre católico de Camarões, arcebispo de Yaoundé de 2003-2013.
Foi ordenado sacerdote em 15 de julho de 1973.
Em 26 de janeiro de 1987, foi nomeado bispo auxiliar da Arquidiocese de Douala, com a sé titular de Siminina. Foi ordenado bispo pelo então núncio apostólico em Camarões - Dom Donato Squicciarini.
Em 22 de março de 1993, foi nomeado Bispo Ordinário da Diocese de Edéa. 
Em 18 de outubro de 2003, o Papa João Paulo II o nomeou Arcebispo de Yaoundé. Em 29 de julho de 2013, o Papa aceitou sua renúncia de acordo com o cânon 401 § 2 do Código de Direito Canônico. 